# When I Look in Your Eyes
| Оценки критиков       | Оценки критиков |
| Источник              | Оценка          |
| --------------------- | --------------- |
| AllMusic              | [ 1 ]           |
| Penguin Guide to Jazz | [ 2 ]           |

When I Look in Your Eyes — пятый студийный альбом канадской певицы Дайаны Кролл, вышедший 8 июня 1999 года на лейбле Verve Records. Он был номинирован на премию «Грэмми» в категории «Альбом года», впервые за 25 лет в этой категории был номинирован джазовый альбом, и получил две награды за «Лучший джазовый вокал» и «Лучший сведённый альбом, неклассический» на 42-й церемонии вручения премии «Грэмми». Альбом также получил премию Juno Award за лучший вокальный джазовый альбом в 2000 году.

## Об альбоме
Альбом получил положительные отзывы музыкальных критиков и номинирован на Грэмми, где победил в двух категориях: «Лучший джазовый вокал» и «Лучший сведённый альбом, неклассический».
Диск возглавил джазовый чарт в США (Billboard Jazz) и был № 1 в Traditional Jazz Albums.

## Список композиций
| №                   | Название                                 | Автор(ы)                                                | Длительность |
| ------------------- | ---------------------------------------- | ------------------------------------------------------- | ------------ |
| 1.                  | «Let's Face the Music and Dance»         | Irving Berlin                                           | 5:18         |
| 2.                  | «Devil May Care»                         | Bob Dorough                                             | 3:20         |
| 3.                  | «Let's Fall in Love»                     | Ted Koehler Harold Arlen                                | 4:19         |
| 4.                  | «When I Look in Your Eyes»               | Leslie Bricusse                                         | 4:31         |
| 5.                  | «Popsicle Toes»                          | Michael Franks                                          | 4:28         |
| 6.                  | «I've Got You Under My Skin»             | Cole Porter                                             | 6:10         |
| 7.                  | «I Can't Give You Anything but Love»     | Jimmy McHugh Dorothy Fields                             | 2:32         |
| 8.                  | «I'll String Along with You»             | Harry Warren Al Dubin                                   | 4:45         |
| 9.                  | «East of the Sun (and West of the Moon)» | Brooks Bowman                                           | 4:57         |
| 10.                 | «Pick Yourself Up»                       | Jerome Kern Fields                                      | 3:02         |
| 11.                 | «The Best Thing for You»                 | Berlin                                                  | 2:37         |
| 12.                 | «Do It Again»                            | George Gershwin B.G. DeSylva                            | 4:35         |
| 13.                 | «Why Should I Care» (hidden track)       | Clint Eastwood Carole Bayer Sager Linda Thompson-Jenner | 3:44         |
| Общая длительность: | Общая длительность:                      | Общая длительность:                                     | 54:18        |

## Позиции в чартах
| Чарт (1999—2001)                        | Высшая позиция |
| --------------------------------------- | -------------- |
| Австралия (ARIA)                        | 72             |
| Канада (Canadian Albums Chart)          | 12             |
| Франция (SNEP)                          | 17             |
| Япония (Oricon)                         | 62             |
| Новая Зеландия (RMNZ)                   | 28             |
| Великобритания (UK Albums Chart)        | 72             |
| США (Billboard 200)                     | 56             |
| США (Billboard Top Jazz Albums)         | 1              |
| США Traditional Jazz Albums (Billboard) | 1              |

## Сертификации
| Регион | Сертификация  | Продажи    |
| --- | ------------- | ---------- |
| Канада (Music Canada) | 3× Платиновый | 300 000^   |
| Франция (SNEP) | Золотой       | 100 000*   |
| Германия (BVMI) | Золотой       | 10 000^    |
| Новая Зеландия (RMNZ) | Платиновый    | 15 000^    |
| Великобритания (BPI) | Серебряный    | 60 000^    |
| США (RIAA) | Платиновый    | 1 000 000^ |
| * Данные о продажах приведены только на основе сертификации. ^ Данные о тиражах приведены только на основе сертификации. |               |            |